# No Limit (série télévisée)
Ne doit pas être confondu avec Limitless (série télévisée).
Pour les articles homonymes, voir No Limit.
No Limit est une série télévisée française en 22 épisodes de 52 minutes. C'est la première série télévisée créée par Luc Besson. Elle a été diffusée en Belgique depuis le 5 novembre 2012 sur RTL TVI et en France du 15 novembre 2012 au 29 janvier 2015 sur TF1 et depuis le 11 juillet 2015 sur HD1 (puis sur NRJ 12).

## Synopsis
Vincent Libérati, agent à la DGSE, est atteint d’une maladie incurable. Il est contacté par un département secret qui lui propose un traitement expérimental en échange de missions spéciales sur le territoire français.

## Distribution

### Acteurs principaux
- Vincent Elbaz : Vincent Libérati
- Anne Girouard : Juliette Libérati
- Marie Guillard : Commandant Gandel (saison 3)
- Patrick Chesnais : Claude Libérati (saison 3)
- Vanessa Guide : Marie Dulac
- Samir Boitard : Reda Belkacem (saison 3)
- Julie Ordon : Lieutenant Zoé Kozinski (saison 3)
- Franck de Lapersonne : Professeur Grimberg
- Bernard Destouches : Bago
- Philippe Hérisson : Bertrand Rey
- Damien Jouillerot : Tony Massart
- Sarah Brannens : Lola Libérati
- Makita Samba : Arthur Lefranc
- Jean-Marie Paris : Bouly
- Ludivine Manca : Manon
- Clément Brun : Rémy
- Dimitri Storoge : Marco (saisons 2 et 3)
- Hélène Seuzaret : Alexandra (saisons 1 et 2)
- Christian Brendel : Colonel De Boissieu (saisons 1 et 2)
- Véronique Kapoian : Commandant Nadine Leroy (saisons 1 et 2)

Photos des acteurs principaux
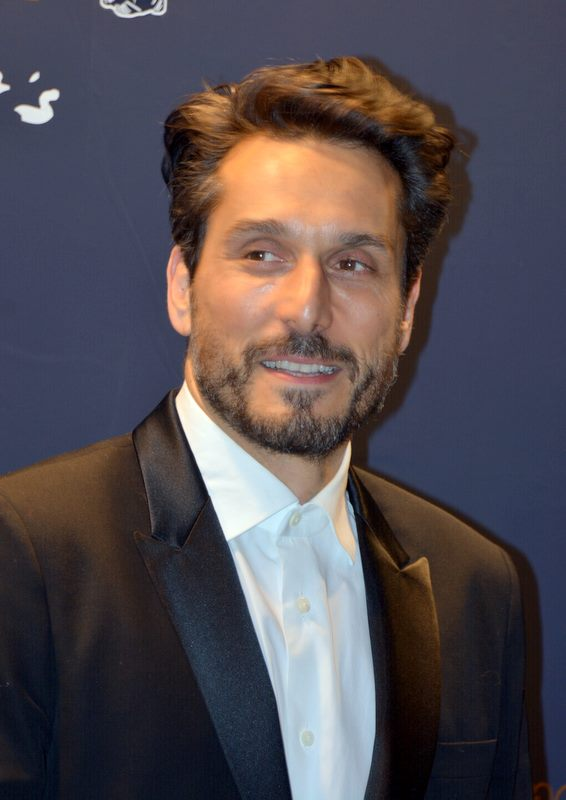
Vincent Elbaz interprète Vincent Libérati
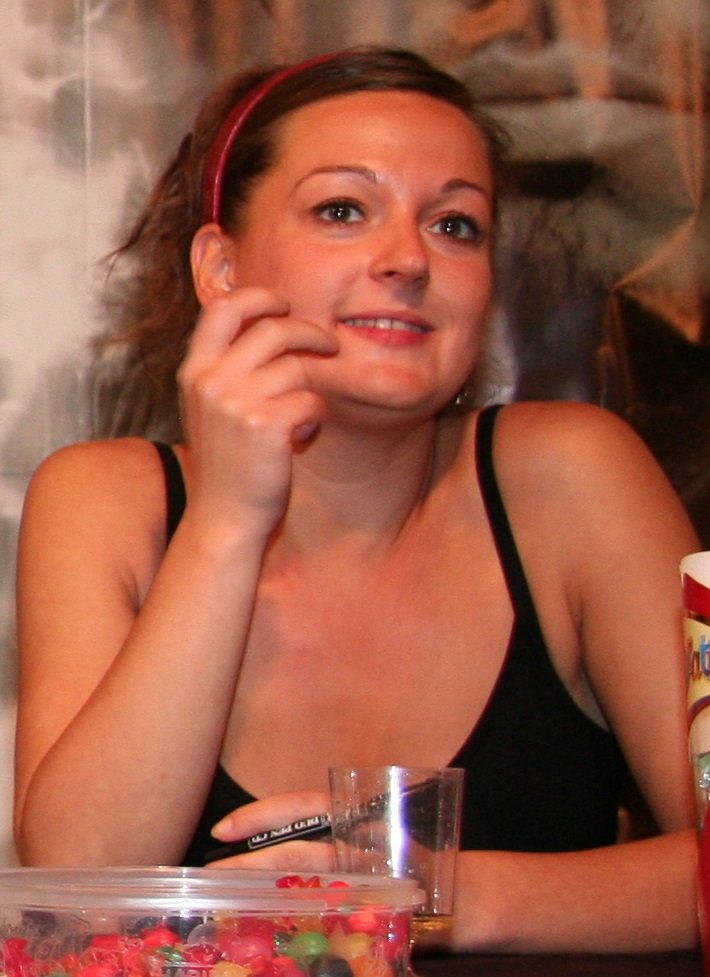
Anne Girouard interprète Juliette Libérati
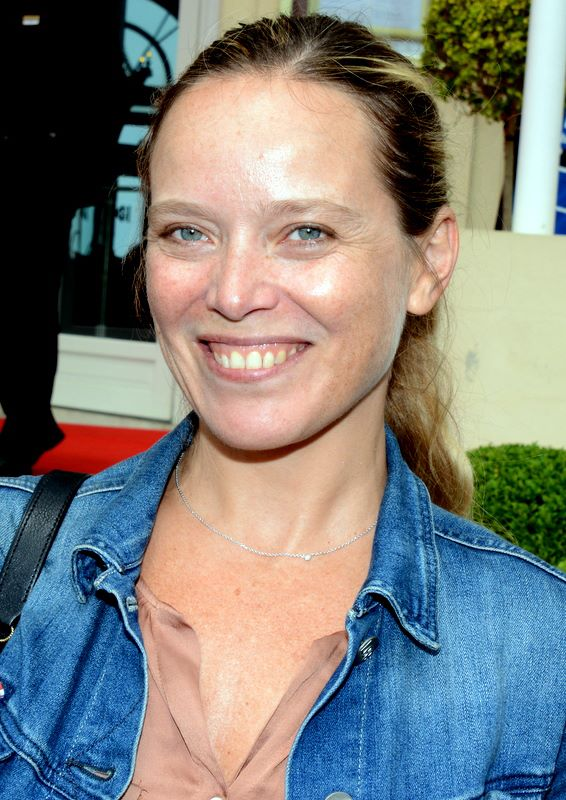
Marie Guillard interprète Commandant Gandel
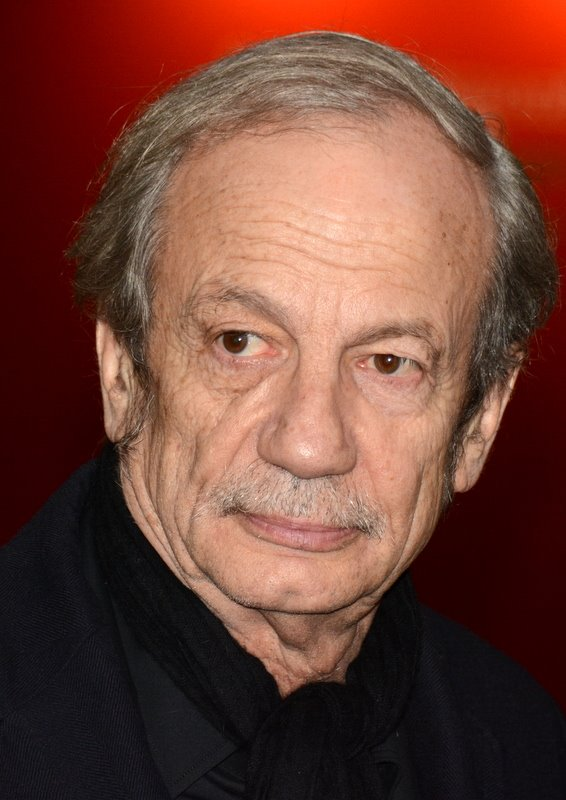
Patrick Chesnais interprète Claude Libérati
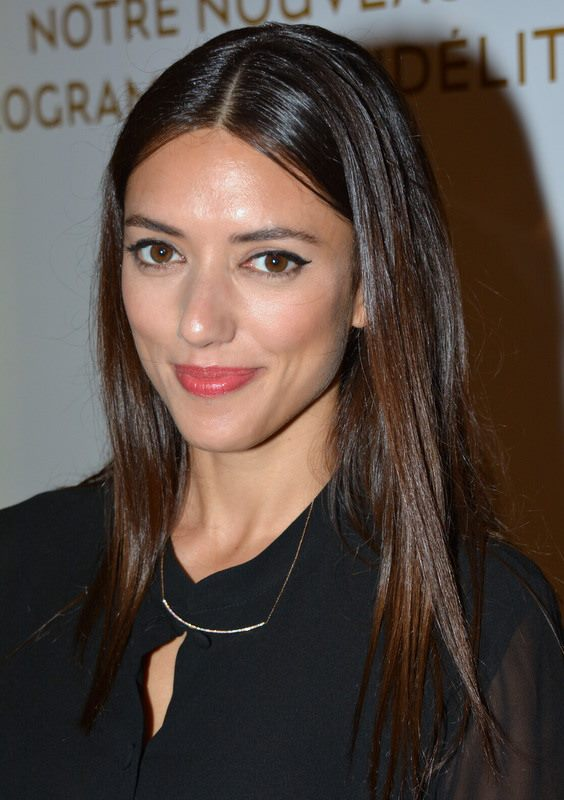
Vanessa Guide interprète Marie Dulac
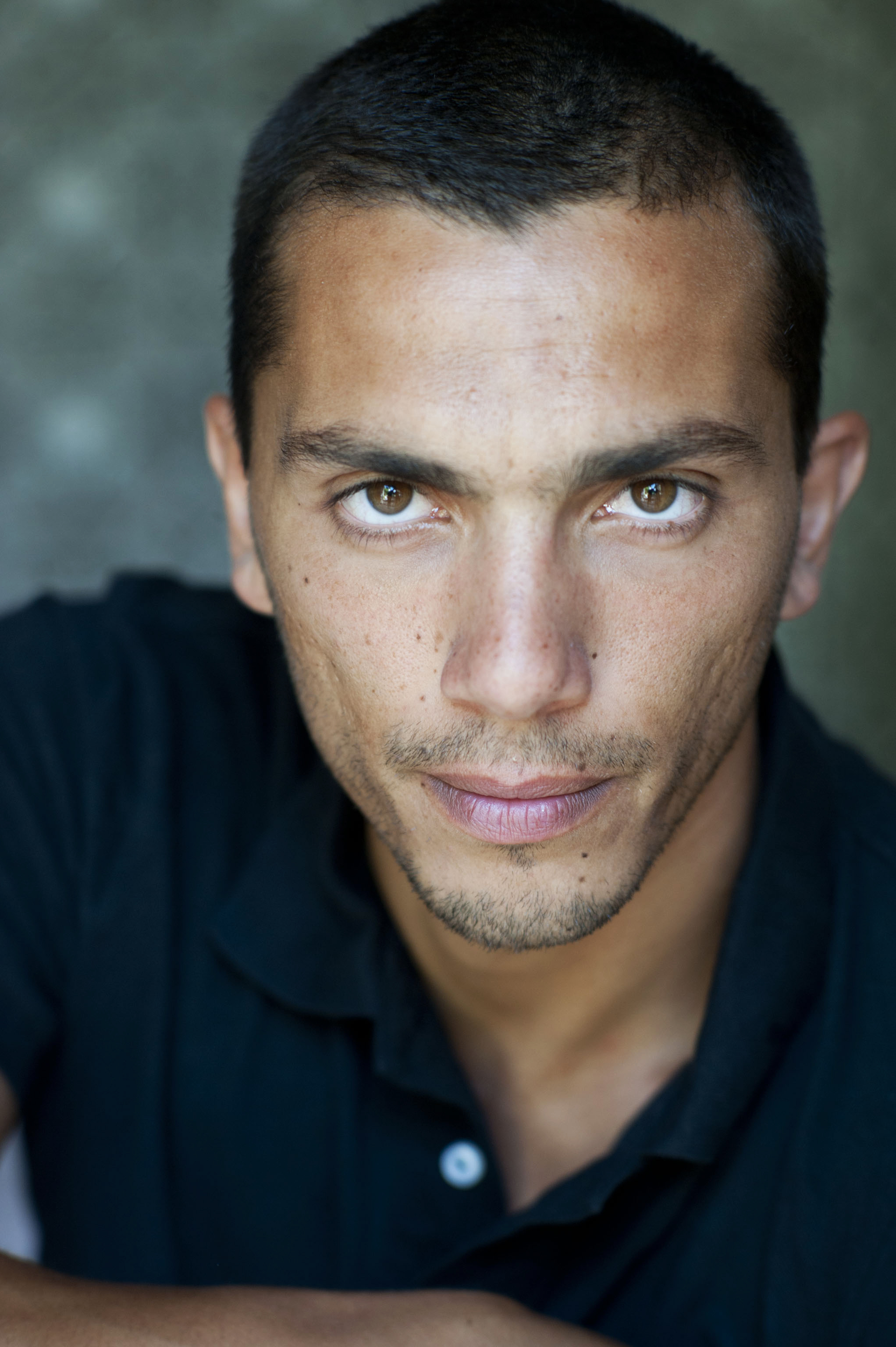
Samir Boitard interprète Reda Belkacem

### Acteurs récurrents
| Acteurs               | Personnages                            | Épisode(s)              |
| --------------------- | -------------------------------------- | ----------------------- |
| Franck Sémonin        | Christophe                             | S1 (2-5) / S2 (1, 2, 6) |
| Jean-François Malet   | Eric Delfaux                           | 3, 4                    |
| Moussa Maaskri        | Serge Vittelli                         | 1, 2                    |
| Patrick Catalifo      | Lucas Sartène                          | 1, 2                    |
| Tien Shue             | Huan                                   | 5, 6                    |
| Cyril Couton          | Juge Castelli                          | 3, 4, 6                 |
| Isalinde Giovangigli  | Stéphanie Delfaux                      | 3, 4                    |
| Fabien Cabanas        | Loic                                   | 1, 2                    |
| Philippe Nahon        | Victor Cerda                           | 3, 4                    |
| Tchéky Karyo          | Franck Koskas                          | S2                      |
| Pierre-Marie Mosconi  | Enzo Sabatini                          | 5, 6                    |
| Antonia Malinova      | Olga Sverdenko                         | 5, 6                    |
| Christophe Carotenuto | Richard                                | 2                       |
| Patrice Goubier       | Roland Loubet                          | 1, 2                    |
| Victor Pontecorvo     | Jordan Cerda                           | 3, 4                    |
| Aline Raballo         | Mme Garnier                            | 1                       |
| Valérie Monteo        | Laure Martinot                         | 5                       |
| Carlos Bonelli        | Benoît Valmont                         | 5                       |
| Ling Ling Sheng       | Mia                                    | 5                       |
| Jérôme Care-Aulanier  | Chef de Police scientifique            | 5                       |
| Bruno López           | Valéra                                 | S2 (2 à 5)              |
| Stéphanie Pareja      | Proviseur Lycée St-Exupéry             | S2 (1)                  |
| Marwan Berreni        | Policier                               | S2 (1)                  |
| Ian Turiak            | Karkaiev                               | S3 (3, 4)               |
| Miglen Mirtchev       | Anatoli Loukov                         | S3 (3, 4)               |
| Axel Kiener           | Greg                                   | S3 (1 à 8)              |
| Camille Damour        | Secrétaire de la Commission Européenne | S2 (8)                  |

## Fiche technique
- Titre original : No Limit
- Création : Luc Besson
- Réalisation : Didier Le Pêcheur et Julien Despaux
- Scénario : Franck Philippon et Luc Besson
- Direction artistique :
- Décors : Jean Jacques Gernolles (saison 1 et 3) et Denis Mercier (saison 2)
- Costumes :
- Photographie : Ludovic Colbeau-Justin
- Montage : Christine Lucaset Yves Beloniak
- Effets visuels : Thierry Delobel (Eclairgroup)
- Effets visuels (interfaces des ordinateurs, téléphones et tablettes) : PEPPER ONLY et à partir de la saison 2 par Gilles Graziano
- Musique : Erwann Kermorvant
- Production : EuropaCorp Télévision
  - Production exécutive : Luc Besson
  - Coproduction : TF1
- Sociétés de production : EuropaCorp
- Sociétés de distribution : EuropaCorp
- Pays d'origine :  France
- Langue originale : français
- Format : 16:9 - HDTV
- Genre : action, comédie dramatique, policière et espionnage
- Durée : 52 minutes

## Production

### Développement
À la suite de l’accord passé quelques mois plus tôt avec TF1, EuropaCorp TV a obtenu le feu vert pour mettre en route la première série destinée à la chaîne française.
Le 24 octobre 2012, TF1 a annoncé qu'il diffusera la série à partir du 15 novembre, sur la case d'horaire du jeudi à 20 h 50.
En Belgique, elle est diffusée sur RTL-TVI depuis le 5 novembre 2012.
La série de Luc Besson est composée de six épisodes de 52 minutes, et a été dotée d'un budget de 9 millions d'euros, un investissement important pour TF1. « L'idée était d'essayer de proposer des choses que l'on n'avait pas vues dans les séries françaises et de surprendre », selon le scénariste Franck Philippon.
Didier Le Pêcheur, qui a coréalisé les différents épisodes en collaboration avec Julien Despaux, a confié que Luc Besson, absent de la projection de presse, s'était simplement contenté de « donner un avis ou une validation » durant le tournage et le montage.
Lors de la première diffusion de la première saison, Luc Besson a annoncé que TF1 lui avait commandé deux saisons supplémentaires de la série. La deuxième est composée de huit épisodes et a été écrite durant la diffusion de la première saison, fin 2012, pour une diffusion un an après.
Une saison 4 était prévue pour une diffusion en 2016, mais elle a finalement été annulée, faute d'accord entre les acteurs principaux, les producteurs et la chaîne sur les textes et la direction à donner à la série.

### Casting
Vincent Elbaz, dont c'est le premier grand rôle dans une série télévisée, dit s'être impliqué fortement pour ce rôle de « James Bond avec des soucis du quotidien ». « J'adore les séries américaines et je me demandais comment on allait fabriquer ça en France. Tout de suite, j'ai pensé que Luc Besson avait un certain savoir-faire », a estimé l'acteur.

### Tournage
Le tournage de la première saison a débuté le 9 avril 2012 à Saint-Chamas située dans le département des Bouches-du-Rhône ainsi qu'à Martigues.
Quelques chiffres
- 2 équipes de tournage
- 9 millions d'euros de budget (un tiers supérieur à celui des autres séries de TF1)
- 14 jours de tournage pour les deux premiers épisodes
- 12 jours pour les 4 épisodes suivants
- durée totale du tournage : 4 mois et demi

## Épisodes

### Première saison (2012)
La première saison est diffusée en France du 15 novembre au 29 novembre 2012 et comporte six épisodes.
1. Épisode 1
2. Épisode 2
3. Épisode 3
4. Épisode 4
5. Épisode 5
6. Épisode 6

### Deuxième saison (2013)
Le 29 novembre 2012, la série a été renouvelée pour une deuxième saison de huit épisodes. Elle fut tournée au printemps pour être diffusée du 14 novembre au 5 décembre 2013.
1. Diamants de sang
2. Infiltration
3. Braquage à la marseillaise
4. Mort ou vif
5. Le Prototype
6. Mariage à haut risque
7. Vacances, j'oublie tout
8. Panique chimique

### Troisième saison (2015)
Le tournage de la troisième saison a débuté fin mars 2014. Elle compte huit épisodes et est réalisée, entre autres, par Frédéric Berthe. Parmi les guest stars attendus : Claude Brasseur dans le rôle de Brunetti, ainsi que Patrick Chesnais et Mylène Demongeot. Elle est diffusée du 8 au 29 janvier 2015.
1. Épisode 1
2. Épisode 2
3. Épisode 3
4. Épisode 4
5. Épisode 5
6. Épisode 6
7. Épisode 7
8. Épisode 8

## Diffusion
|  | 1 | du 15 novembre 2012 au 29 novembre 2012 | TF1 | du 5 novembre 2012 au 19 novembre 2012 | RTL TVI |
|  | 2 | du 14 novembre 2013 au 5 décembre 2013  | TF1 | du 7 novembre 2013 au 28 novembre 2013 | RTL TVI |
|  | 3 | du 8 janvier 2015 au 29 janvier 2015    | TF1 | Pas de diffusion prévue                | RTL TVI |

### Audiences

#### En France
Le record d'audience de la série est détenu par le premier épisode qui a rassemblé 7,07 millions de téléspectateurs lors de sa diffusion sur TF1. Le deuxième épisode de la première saison a enregistré une moins bonne audience avec 6,20 millions de téléspectateurs.
La série a réuni en moyenne 5,9 millions de téléspectateurs.
| - Saison 1 (première diffusion TF1) - Saison 2 (première diffusion TF1) - Saison 3 (première diffusion TF1) |

| Saison | Nombre d’épisodes | Diffusion originale | Diffusion originale | Diffusion originale | Diffusion originale            |
| Saison | Nombre d’épisodes | Années              | Début de saison     | Fin de saison       | Audience moyenne (en millions) |
| ------ | ----------------- | ------------------- | ------------------- | ------------------- | ------------------------------ |
| 1      | 6                 | 2012                | 15 novembre 2012    | 29 novembre 2012    | 6,63                           |
| 2      | 8                 | 2013                | 14 novembre 2013    | 5 décembre 2013     | 5,34                           |
| 3      | 8                 | 2015                | 8 janvier 2015      | 29 janvier 2015     | 4,24                           |

#### Réception critique
En France, la première saison a reçu une note globale de 4,0⁄5 sur AlloCiné (au 3 juillet 2015).

### Distinctions
Trophées du Film français
- 2013 : nomination pour Luc Besson et Franck Philippon aux « Trophées duos réalisateur-producteur / Duo fiction TV »

## Produits dérivés

### Sorties DVD et disque Blu-ray
Dans les pays francophones
| Saison | Date            | Contenu                    |
| ------ | --------------- | -------------------------- |
| 1      | 9 janvier 2013  | Les 6 épisodes de la série |
| 2      | 29 janvier 2014 | Les 8 épisodes de la série |
| 3      | 4 février 2015  | Les 8 épisodes de la série |

En France, les DVD et disques Blu-ray sont édités par TF1 Vidéo et distribués par Pal, Stereo.